# Quercus hinckleyi
Quercus hinckleyi es una especie de roble de la familia Fagaceae que es originria de Norteamérica. Está clasificada en la Sección Quercus, que son los robles blancos de Europa, Asia y América del Norte. Tienen los estilos cortos; las bellotas maduran en 6 meses y tienen un sabor dulce y ligeramente amargo, el interior de la bellota tiene pelo. Las hojas carecen de una mayoría de cerdas en sus lóbulos, que suelen ser redondeados.

## Distribución
Es nativa de Texas, en Estados Unidos, donde se encuentra en sólo dos condados. El roble, probablemente se ha vuelto raro, no por la pérdida de hábitat, sino porque el clima de hoy en su área nativa es demasiado seco. Está en la lista federal de especies amenazadas de los Estados Unidos.

## Descripción
Este roble es un arbusto que crece en un espeso matorral enredado de no más de 1,5 metros de altura. Los tallos muy ramificados están recubiertos por la corteza gris escamosa y las ramitas más pequeñas son de color marrón y a veces cerosa. Las hojas miden hasta 1,5 centímetros de largo por 1,5 de ancho y tienen dientes grandes y muy separados entre sí, asemejándose a las hojas de acebo. Las hojas son coriáceas, cerosas, y de color azul-verde. El fruto es una bellota entre 1 y 1,5 centímetros de ancho en la tapa, y de hasta 2 centímetros de largo.

## Distribución
Este roble es conocido de los condados de Brewster y Presidio en el oeste de Texas. También se puede encontrar justo al otro lado de la frontera en México. La planta crece en el desierto de Chihuahua en hábitat de matorrales de sustratos de piedra caliza. El árbol crece en suelos muy rocosos o, a veces en las grietas de afloramientos de piedra caliza sólida.
El cambio climático ha sido implicado como el principal motivo de la rareza de esta planta. Era más abundante hace 10.000 años, cuando esta región de Texas era más húmeda; hay abundantes bellotas fósiles de esta especie en basureros de roedores de la época. Incluso puede haber sido una especie dominante. Las bajas tasas de reproducción también pueden contribuir a su rareza. Hay alrededor de 10 poblaciones de Texas. La mayoría de las poblaciones se encuentran en Parque Estatal Big Bend Ranch.

## Taxonomía
Quercus hinckleyi fue descrita por Cornelius Herman Muller y publicado en Contributions from the Texas Research Foundation, Botanical Studies 1: 40, pl. 11. 1951.
Etimología
Quercus: nombre genérico del latín que designaba igualmente al roble y a la encina.
hinckleyi: epíteto